# Giuseppe Maria Graniello
Giuseppe Maria Graniello, B., italijanski rimskokatoliški duhovnik, škof in kardinal, * 6. februar 1834, Neapelj, † 8. januar 1896.

## Življenjepis
6. junija 1857 je prejel duhovniško posvečenje.
29. marca 1892 je bil imenovan za naslovnega nadškofa palestinske Cezareje in 3. aprila istega leta je prejel škofovsko posvečenje.
12. junija 1893 je bil povzdignjen v kardinala in imenovan za kardinal-duhovnika Ss. Quirico e Giulitta.